# Justinópolis (Ribeirão das Neves)
Justinópolis é um distrito no município brasileiro de Ribeirão das Neves, do estado de Minas Gerais. Esse distrito é uma das regiões que mais crescem em Ribeirão das Neves, devido à predominância do comércio e atividades envolvendo prestação de serviço, como escolas, academias, hospitais, bancos, UPA, além da estação do Move.
Esta é uma região localizada na divisa entre os municípios de Belo Horizonte e Contagem. Constitui-se de uma articulação viária importante que se dá pela Avenida Denise Cristina da Rocha (antiga Avenida Civilização) e pela rodovia LMG-806.

## História
Seu primeiro nome era Campanhã, sendo distrito desde a promulgação da lei número
556.
Inicialmente, Campanhã pertencia ao distrito de Venda Nova. No entanto, as terras que correspondem atualmente a Justinópolis foram elevadas à distrito em 30 de Agosto de 1911, resultando na separação dessas localidades. Tal feito deve-se à Antônio Justino da Rocha, político do partido Republicano, pois seus esforços foram essenciais para essa ascensão de categoria. Nesse mesmo ano, com a criação do município de Contagem, Campanhã passou a constituir um dos seus distritos, contudo em 1938 foi transferida para o município de Betim.
Após a abertura do presídio em Fazenda das Neves (atual Ribeirão das Neves) em 1938 iniciou-se a 1ª fase da expansão populacional de Campanhã devido sua proximidade com essa localidade.
O distrito mais uma vez muda de município, sendo incorporado a partir de 1943 à Pedro Leopoldo. Após várias reuniões dos representantes políticos, população e governador, Fazenda das Neves se torna município através da Lei nº 1.039, de 12 de dezembro de 1953, alterando seu nome para Ribeirão das Neves, sendo anexado ao seu território o povoado de Areias e o distrito de Campanhã com o nome alterado para Justinópolis.
O nome Justinópolis foi escolhido em homenagem à Antônio Justino Rocha, que além de político era um próspero agricultor muito bem sucedido na região. Ele doou terras para construção da Paróquia de N. Srª. da Piedade, da escola estadual Prof. Guerino Casa Santa e do Cemitério Municipal. Tendo grande quantidade de terras e muitos funcionários na sua alcunha Justino fundou a primeira penitenciária agrícola, que abrigava ex-funcionários infratores nas mais diversas modalidades, modelo esse que mais tarde foi copiado como exemplo de reinserção de pessoas à sociedade.
Com a expansão populacional de Venda Nova, vetor norte da capital, inicia-se a 2ª fase da expansão populacional do distrito, agora chamado Justinópolis. O desenvolvimento da região (Justinópolis e Venda Nova) ocasionou a conurbação entre Ribeirão das Neves e o município de Belo Horizonte. Ademais, a abertura de um novo presídio na sede do município em 1960, também foi um fator marcante para esse fenômeno. Por fim, devido à esse crescimento, houve duas tentativas de emancipação política do distrito, em 1988 e 1992, ambas fracassadas, porém discussões sobre o tópico ainda são constantes.
O Distrito corresponde a 51% de toda a população da cidade, tendo seu centro econômico ao longo da Avenida Denise Cristina da Rocha, até a divisa com Belo Horizonte, no bairro Lagoa.  Historicamente, a região é uma produtora de hortaliças, destinadas ao mercado da Ceasa, bem como comércios especializados do Centro de Belo Horizonte, tais como o Mercado Central e Mercado Novo. Atualmente, o setor industrial e comercial dominam a economia da localidade.

## Infraestrutura

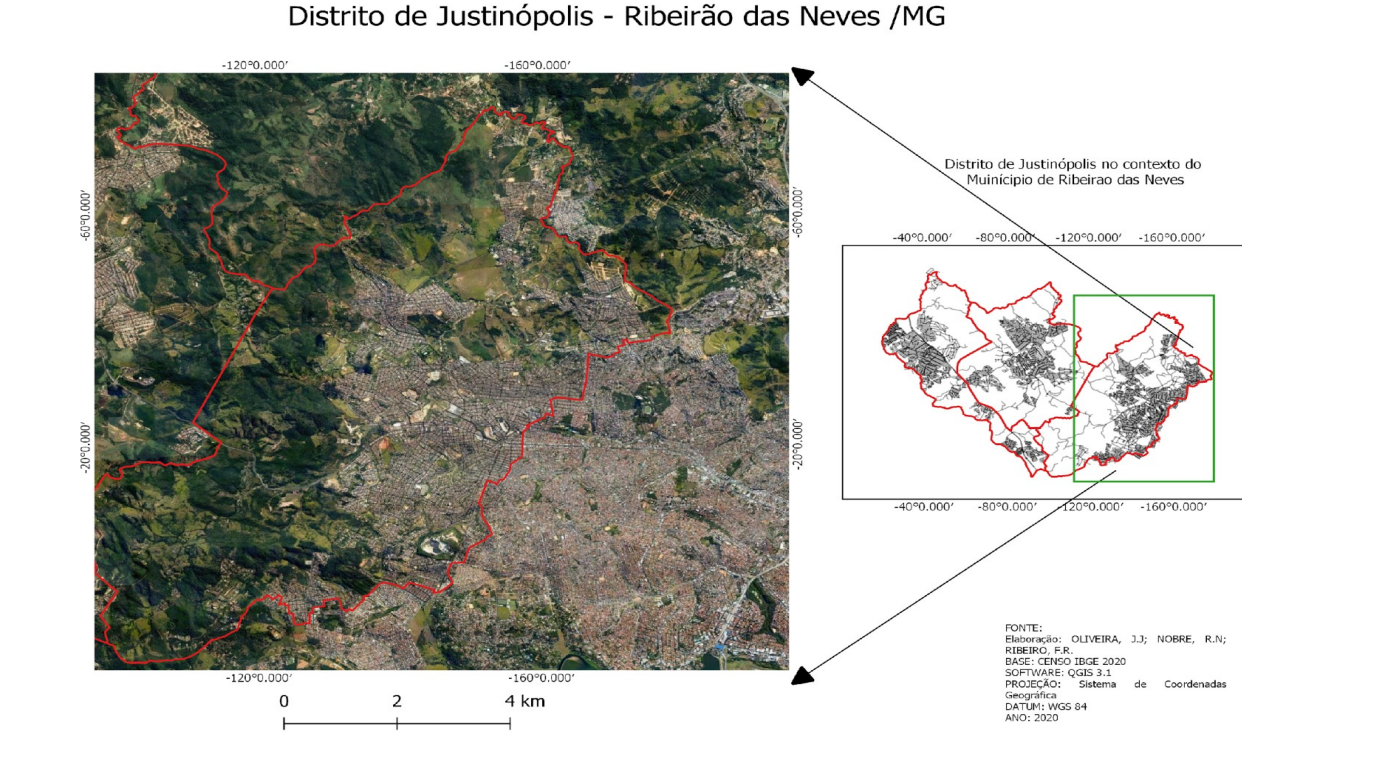
Imagem de satélite destacando o distrito em relação a cidade

O distrito de Justinópolis apresenta-se como um local com bom acesso à empregabilidade, devido, principalmente, à existência de empresas no entorno e a facilidade de acesso a Belo Horizonte, Contagem, Santa Luzia, entre outros municípios.
Além disso, sua proximidade ao distrito de Venda Nova é atraente para quem quer se beneficiar dos empregos e negócios que estão sendo criados desde a inauguração da cidade administrativa. As atividades comerciais e de serviços se concentram ao longo da Avenida Denise Cristina da Rocha e se difundem pelos bairros da região.

### Educação
No que se refere à Política de Educação, existem na região:
- Trinta e uma escolas municipais, sendo que 10 são anexos.
- 25 escolas estaduais.
- 5 creches.
- 12 escolas particulares.

Além destas, está localizada nesta região uma unidade do Núcleo de Atenção Psicopedagógica Infanto-Juvenil (NAPPI), que atende alunos com dificuldade de aprendizagem.

### Saúde
Atualmente, a região é atendida na área da Saúde por:
- Uma Unidade de Pronto Atendimento (UPA)
- 3 Unidades Básicas de Referência (UBR)
- 28 Unidades de Estratégia de Saúde da Família (ESF)
- 1 Ambulatório de Saúde Mental.

### Transporte
Acerca do transporte coletivo da região, a mesma é atendida por 74 linhas, sendo:
- 15 linhas municipais, do Sistema Integrado de Transporte de Ribeirão das Neves (SIT Neves).
- 59 intermunicipais, administrado pelo DEER/MG, em sua maioria ligam os bairros até os Terminais Justinópolis e Vilarinho.

Em 2016 foi inaugurada o Terminal Justinópolis, do sistema MOVE Metropolitano. Suas linhas fazem trajetos pelas avenidas Cristiano Machado e Antônio Carlos e levam até o centro da capital, Estação Tupinambás, e região da área hospitalar, Estação Bernardo Monteiro. Justinópolis também conta com duas cabines do Move, a estação UPA Justinópolis e a estação Lagoinha.

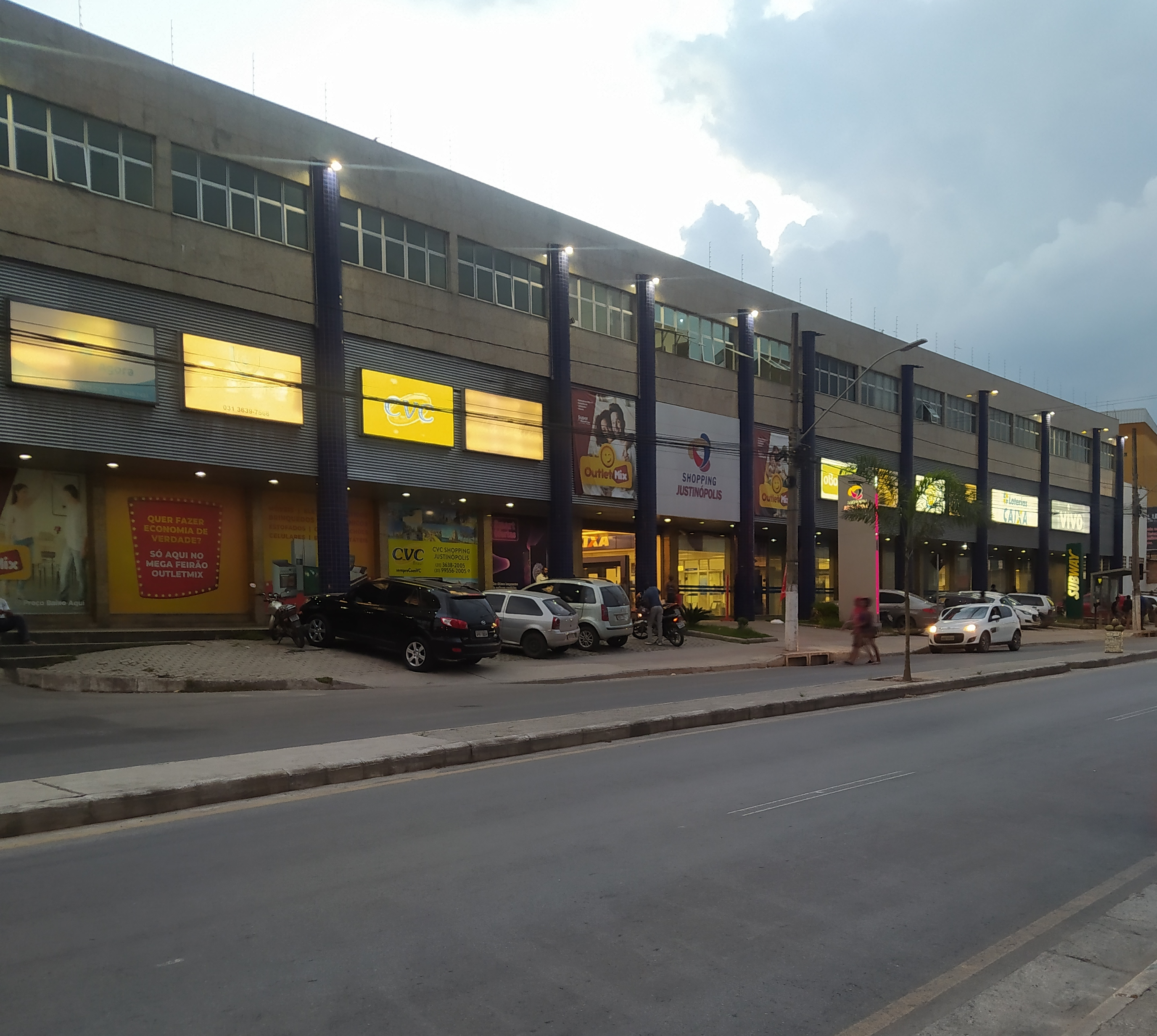
Shopping Justinópolis

Em virtude da proximidade com a capital, rotineiramente os moradores se deslocam para Belo Horizonte buscando serviços médicos, culturais, dentre outras demandas existentes na região.

### Serviços Sociais
No que se refere à Política de Assistência Social, a região de Justinópolis conta com os seguintes serviços e programas:
- 4 Centros de Referência de Assistência Social (CRAS).
- 1 Centro de Referência Especializado de Assistência Social (CREAS).
- 1 Programa Capacita Neves.
- 6 unidades de Inclusão Digital (Telecentros).
- Uma unidade do Sistema Nacional de Emprego (SINE).
- Uma unidade da Junta Militar.

## Bairros

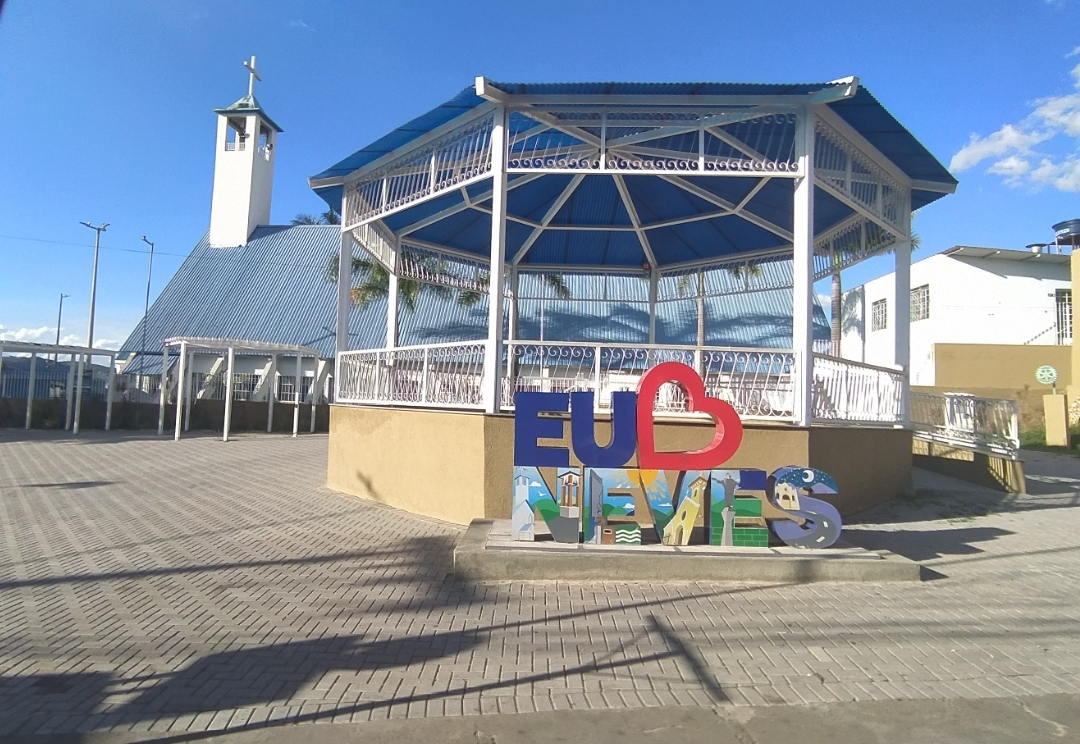
Monumento "Eu Amo Neves", na Praça da Matriz

Bairros de Justinópolis:
- Canoas
- Centro
- Jardim Alvorada
- Soares
- Rosimeire
- Verônica
- Xangrilá
- Luana
- Granjas Primavera
- Conjunto Nova Pampulha
- Nova Pampulha
- Luar da Pampulha
- Jardim de Alá
- Tancredo Neves
- Santa Margarida
- Santana 1ª seção
- Santana 2ª seção
- Areias de Baixo
- Areias de cima
- Evereste
- Botafogo 1ª Seção
- Botafogo 2ª Seção
- Labanca
- Landi 1ª Seção
- Landi 2ª Seção
- Viena
- Paraíso das Piabas
- Esperança
- Pedra Branca
- Maria Helena
- Menezes
- Belo Vale
- Jardim São Judas Tadeu
- Felixlândia
- Kátia
- Fortaleza
- Papine
- Tocantins
- Tony
- Eliane
- São Januário
- São Miguel
- Vera Lúcia
- Tropical
- Piedade
- Cruzeiro
- Atalaia
- Jardim Primavera
- Girassol
- Sônia
- João de Deus
- Elizabeth
- São José
- Urca
- Severina
- Lídice
- Flamengo
- Maracanã
- Santa fé
- Laranjeiras
- Guadalajara
- Laredo
- Nossa Senhora das Neves